# سد کاسکنان
سد کاسکنان (به لاتین: Casecnan Dam) یک سد در فیلیپین است.